# 10456 Anechka
A 10456 Anechka (ideiglenes jelöléssel 1978 PS2) a Naprendszer kisbolygóövében található aszteroida. Nyikolaj Sztyepanovics Csernih fedezte fel 1978. augusztus 8-án.